# トラフダケ
トラフダケ（虎斑竹）は、竹の一種であるヤシャダケ（Semiarundinaria yashadake (Makino) Makino）に虎斑菌（Chaetosphaeria fusispora (Kawamura) Hino Syn. Miyoshia fusispora Kawamura Syn. Miyoshiella fusispora (Kawamura) Kawamura）と呼ばれる菌類が寄生し、特徴的な黒い斑紋を呈するようになったもの。またこの病斑をもたらす植物病としての名称（漢字表記）。岡山県の真庭市や津山市など一部の地域に見られる。感染による斑紋の美しさから江戸時代より珍重され、産地では伐採の規制などが行われてきた。

## トサトラフダケ
トサトラフダケ（土佐虎斑竹）はマダケ属クロチクの亜種の1つである。1916年（大正5年）に牧野富太郎博士が土佐虎斑竹と命名。淡竹（ハチク）の変種で、高知県高岡郡新正村大字安和（現在の須崎市安和）に個体群を認める。形状は淡竹と同じで、表面に多数の茶褐色の虎斑状斑紋がある。

## 天然記念物
真庭市の群落は「トラフダケ自生地」として、大正13年に国定の天然記念物に指定されている。津山市の群落は「本谷のトラフダケ自生地」として昭和16年に県の、昭和51年に国の天然記念物に指定されている。